# Puccinia menthae
Espèce
Synonymes
- Puccinia clinopodii DC. 1815[1]
- Uredo menthae Pers. 1801[1]
- Aecidium menthae DC. 1815[1]
- Trichobasis labiatarum ( DC.) Lév. 1879[1]
- Dicaoema menthae (Pers. ) Gray 1821[1]

Puccinia menthae est une espèce de champignons phytopathogènes de la famille des Pucciniaceae et qui provoque de la rouille sur les plants de menthe. Il se manifeste par des écidies, qui vont coloniser progressivement toute la tige de la plante, provoquant sa déformation, ainsi que des taches brunes sur les feuilles.